# Bajouca
Bajouca ist eine Gemeinde (Freguesia) im portugiesischen Kreis (Concelho) von Leiria. In ihr leben 1895 Einwohner (Stand 19. April 2021).

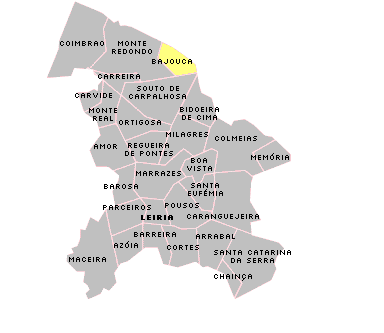
Lage der Gemeinde im Kreis Leiria

## Geschichte
Die Gemeinde wurde 1971 durch Ausgliederung aus der damaligen Gemeinde Monte Redondo neu geschaffen.